# Nezdružljivi dogodki
Nezdružljivi dogodki  so v statistiki in teoriji verjetnosti dogodki, ki se ne morejo zgoditi istočasno. To so dogodki, ki se medsebojno izključujejo.

## Teorija verjetnosti
Kadar se dogodki {\displaystyle E_{1}\!}, {\displaystyle E_{2}\!}…{\displaystyle E_{n}\!} medsebojno izključujejo, pomeni, da pojav enega izmed njih povzroči, da se nobeden od ostalih n-1 dogodkov ne zgodi.
Lastnost nezdružljivih dogodkov je 
{\displaystyle P(A\cap B)=0\!}
kjer je 
- {\displaystyle A\cap B\!} presek (produkt) dogodkov A in B.
- {\displaystyle P\!} pomeni verjetnost

To pomeni, da je verjetnost, da bi se zgodila dva nezdružljiva dogodka, enaka 0. Takšnega izida poskusa ne moremo v nobenem primeru pričakovati.
Presek nezdružljivih dogodkov je vedno nemogoč dogodek (prazna množica oziroma oznaka  {\displaystyle \varnothing } ali { }). Nemogoč dogodek se ne more zgoditi pri nobenem poskusu. Nasprotje nemogočega dogodka je gotov dogodek, ki se zgodi pri vsakem poskusu. Verjetnost, da se zgodi nemogoč dogodek je enaka 0, verjetnost za gotov dogodek pa je 1.
Za nezdružljive dogodke velja:
{\displaystyle P(A\cup B)=P(A)+P(B)\!}.
kjer je 
- {\displaystyle P(A\cup B)\!} verjetnost za unijo (tudi vsoto) dogodov {\displaystyle A\!} in {\displaystyle B\!} (verjetnost, da se je zgodil dogodek {\displaystyle A\!} ali {\displaystyle B\!})
- {\displaystyle P(A)\!} verjetnost, da se zgodi dogodek {\displaystyle A\!}
- {\displaystyle P(B)\!} verjetnost, da se zgodi dogodek {\displaystyle B\!}.

Kadar sta dogodka {\displaystyle A\!} in {\displaystyle B\!} združljiva (nista nezdružljiva dogodka), se verjetnost, da se zgodi dogodek A ali dogodek B, izračuna z naslednjim obrazcem:
{\displaystyle P(A\cap B)=P(A)+P(B)-P(A\cup B)\!}
kjer je 
- {\displaystyle A\cup B\!} unija dogodkov {\displaystyle A\!} in {\displaystyle B\!}.
- {\displaystyle P(A\cup B)\!} je verjetnost, da se zgodi dogodek {\displaystyle A\!} ali {\displaystyle B\!}

## Odvisni in neodvisni dogodki
Kadar verjetnost dogodka {\displaystyle A\!} ne vpliva na verjetnost pojavljanja dogodka {\displaystyle B\!} in obratno, pravimo, da sta dogodka neodvisna. Kadar pa izid enega dogodka vpliva na izid drugega, sta dogodka odvisna.
Verjetnost, da se zgodita dva neodvisna dogodka {\displaystyle A\!} in {\displaystyle B\!} istočasno (produkt dogodkov) je:
{\displaystyle P(A\cap B)=P(A)\times P(B)\!}
Za odvisne dogodke pa velja
{\displaystyle P(A\cap B)=P(A)\times P(B|A)\!}
kjer je 
- {\displaystyle P(B|A)\!} verjetnost, da se je zgodil dogodek {\displaystyle B\!} pri pogoju, da se je zgodil dogodek {\displaystyle A\!} ( glej pogojna verjetnost)